# Notàrium

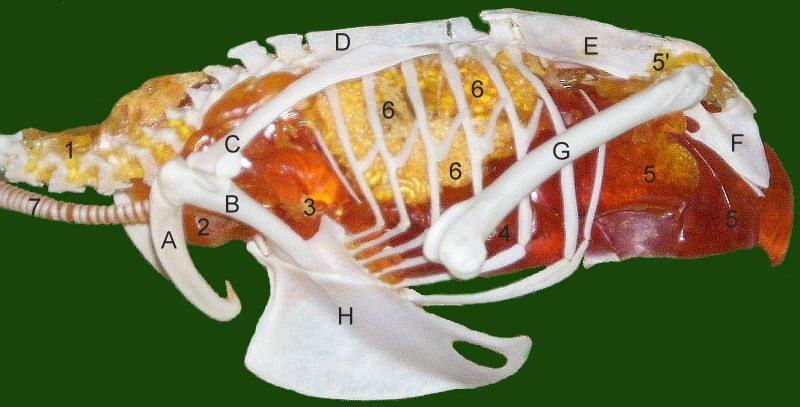
Esquelet d'un ocell. D: Notàrium.

Notàrium és la fusió de diverses vèrtebres dorsals anteriors per a formar un bloc vertebral sòlid.
En general tots els pterosaures cretàcics el van desenvolupar per tal de provisionar una base robusta per a la cintura escapular, que estava molt desenvolupada, i per a la inserció dels músculs de l'ala.